# Danh sách di sản văn hóa Tây Ban Nha được quan tâm ở tỉnh Pontevedra
Danh sách di sản văn hóa Tây Ban Nha được quan tâm ở Pontevedra (tỉnh).

## Các di sản theo thành phố

### B

#### Baiona, Pontevedra(Baiona)
| Tên                | Dạng                 | Địa điểm | Tọa độ                                        | Số hồ sơ tham khảo? | Ngày nhận danh hiệu? | Hình ảnh              |
| ------------------ | -------------------- | -------- | --------------------------------------------- | ------------------- | -------------------- | --------------------- |
| Baiona, Pontevedra | Khu phức hợp lịch sử | Bayona   | 42°07′09″B 8°50′56″T / 42,119087°B 8,848802°T | RI-53-0000368       | 25-02-1993           | Bayona · Upload image |

### C

#### Caldas de Reis(Caldas de Reis)
| Tên                                    | Dạng             | Địa điểm        | Tọa độ | Số hồ sơ tham khảo? | Ngày nhận danh hiệu? | Hình ảnh                                                       |
| -------------------------------------- | ---------------- | --------------- | ------ | ------------------- | -------------------- | -------------------------------------------------------------- |
| Grabado Rupestre Outeiro Da Xesta      | Di tích          | Caldas de Reyes |        | RI-51-0003968       | 20-12-1974           | Upload image                                                   |
| Parque-jardín và Robledal Caldas Reyes | Địa điểm lịch sử | Caldas de Reyes |        | RI-54-0000019       | 05-09-1962           | Parque-jardín y Robledal de Caldas de los Reyes · Upload image |

#### Cambados
| Tên                                     | Dạng                                           | Địa điểm | Tọa độ                                        | Số hồ sơ tham khảo? | Ngày nhận danh hiệu? | Hình ảnh                                                        |
| --------------------------------------- | ---------------------------------------------- | -------- | --------------------------------------------- | ------------------- | -------------------- | --------------------------------------------------------------- |
| Cambados                                | Khu phức hợp lịch sử                           | Cambados | 42°30′51″B 8°48′54″T / 42,514179°B 8,814863°T | RI-53-0000369       | 08-11-2001           | Conjunto Histórico de Cambados · Upload image                   |
| Ruinas Nhà thờ Ojival Santa Mariña Dozo | Di tích Kiến trúc tôn giáo Tình trạng: Ruinas  | Cambados | 42°30′43″B 8°48′27″T / 42,511944°B 8,8075°T   | RI-51-0001122       | 05-04-1943           | Ruinas de la Iglesia ojival de Santa Mariña Dozo · Upload image |
| Tháp San Saturniño                      | Di tích Kiến trúc phòng thủ Tình trạng: Ruinas | Cambados | 42°30′28″B 8°49′18″T / 42,507717°B 8,821555°T | RI-51-0008962       | 17-10-1994           | Torre de San Saturniño · Upload image                           |

#### Campo Lameiro
| Tên                                                           | Dạng    | Địa điểm                                  | Tọa độ | Số hồ sơ tham khảo? | Ngày nhận danh hiệu? | Hình ảnh                                                    |
| ------------------------------------------------------------- | ------- | ----------------------------------------- | ------ | ------------------- | -------------------- | ----------------------------------------------------------- |
| Grabado Rupestre Pedra da Serpe Coto Pañalba                  | Di tích | Campo Lameiro San Miguel de Campo         |        | RI-51-0003969       | 20-12-1974           | Upload image                                                |
| Grabado Rupestre Laxe Do Pombal                               | Di tích | Campo Lameiro San Miguel del Campo        |        | RI-51-0003970       | 20-12-1974           | Upload image                                                |
| Grabado Rupestre Laxe Da Rotea Mendo                          | Di tích | Campo Lameiro San Miguel del Campo        |        | RI-51-0003971       | 20-12-1974           | Grabado Rupestre Laxe Da Rotea de Mendo · Upload image      |
| Grabado Rupestre Pena Da Carballeira Pombal                   | Di tích | Campo Lameiro San Miguel del Campo        |        | RI-51-0003972       | 20-12-1974           | Upload image                                                |
| Grabado Rupestre Pedra Escorregadeira Da Raposeira            | Di tích | Campo Lameiro San Miguel del Campo        |        | RI-51-0003973       | 20-12-1974           | Upload image                                                |
| Grabado Rupestre Monte Ardegan Espedregueira                  | Di tích | Campo Lameiro San Cristóbal de Couso      |        | RI-51-0003974       | 20-12-1974           | Upload image                                                |
| Grabado Rupestre Monte Ardegan Rozas                          | Di tích | Campo Lameiro San Cristóbal de Couso      |        | RI-51-0003975       | 20-12-1974           | Upload image                                                |
| Grabado Rupestre Monte Ardegan Rozas Monte Das Pias           | Di tích | Campo Lameiro San Cristóbal de Couso      |        | RI-51-0003976       | 20-12-1974           | Upload image                                                |
| Grabado Rupestre Saidos Rozas Outeiro Do Testo (Campolameiro) | Di tích | Campo Lameiro San Cristóbal de Couso      |        | RI-51-0003977       | 20-12-1974           | Upload image                                                |
| Grabado Rupestre A Pedrosa                                    | Di tích | Campo Lameiro San Cristóbal de Couso      |        | RI-51-0003978       | 20-12-1974           | Upload image                                                |
| Grabado Rupestre Monte Fontela Pedra Da Bullosa               | Di tích | Campo Lameiro Santa María das Fragas      |        | RI-51-0003979       | 20-12-1974           | Upload image                                                |
| Grabado Rupestre Campo Matabois I                             | Di tích | Campo Lameiro Santiago de Morillas Caneda |        | RI-51-0003980       | 20-12-1974           | Upload image                                                |
| Grabado Rupestre Campo Matabois II                            | Di tích | Campo Lameiro Santiago de Morillas        |        | RI-51-0003981       | 20-12-1974           | Upload image                                                |
| Grabado Rupestre Campo Matabnois III                          | Di tích | Campo Lameiro Santiago de Morillas        |        | RI-51-0003982       | 20-12-1974           | Upload image                                                |
| Grabado Rupestre Campo Matabois IV                            | Di tích | Campo Lameiro Santiago de Morillas        |        | RI-51-0003983       | 20-12-1974           | Upload image                                                |
| Grabado Rupestre Campo Matabois V                             | Di tích | Campo Lameiro Santiago de Morillas        |        | RI-51-0003984       | 20-12-1974           | Upload image                                                |
| Grabado Rupestre Campo Matabois VI                            | Di tích | Campo Lameiro Santiago de Morillas        |        | RI-51-0003985       | 20-12-1974           | Upload image                                                |
| Grabado Rupestre Campo Matabois VII                           | Di tích | Campo Lameiro Santiago de Morillas        |        | RI-51-0003986       | 20-12-1974           | Upload image                                                |
| Grabado Rupestre Campo Matabois VIII                          | Di tích | Campo Lameiro Santiago de Morillas        |        | RI-51-0003987       | 20-12-1974           | Upload image                                                |
| Grabado Rupestre Campo Matabois IX                            | Di tích | Campo Lameiro Santiago de Morillas        |        | RI-51-0003988       | 20-12-1974           | Upload image                                                |
| Grabado Rupestre Chan Carballeda                              | Di tích | Campo Lameiro Armonda-Painceiros          |        | RI-51-0003989       | 20-12-1974           | Upload image                                                |
| Grabado Rupestre Laxe Da Forneiriña                           | Di tích | Campo Lameiro Armonda-Painceiros          |        | RI-51-0003990       | 20-12-1974           | Upload image                                                |
| Grabado Rupestre Laxe Da Ponte Pena Furada                    | Di tích | Campo Lameiro Armonda-Painceiros          |        | RI-51-0003991       | 20-12-1974           | Upload image                                                |
| Grabado Rupestre Paredes Outeiro Do Cogoludo                  | Di tích | Campo Lameiro Armonda-Painceiros          |        | RI-51-0003992       | 20-12-1974           | Grabado Rupestre Paredes Outeiro Do Cogoludo · Upload image |
| Grabado Rupestre Outeiro Das Ventaniñas                       | Di tích | Campo Lameiro Armonda-Painceiros          |        | RI-51-0003993       | 20-12-1974           | Upload image                                                |
| Grabado Rupestre Outeiro Furado                               | Di tích | Campo Lameiro Armonda-Painceiros          |        | RI-51-0003994       | 20-12-1974           | Upload image                                                |
| Grabado Rupestre Rega Vales O Regato Do Palmar                | Di tích | Campo Lameiro Armonda-Painceiros          |        | RI-51-0003995       | 20-12-1974           | Upload image                                                |

#### Cangas
| Tên                                                 | Dạng    | Địa điểm                    | Tọa độ | Số hồ sơ tham khảo? | Ngày nhận danh hiệu? | Hình ảnh     |
| --------------------------------------------------- | ------- | --------------------------- | ------ | ------------------- | -------------------- | ------------ |
| Grabado Rupestre Monte Peralta                      | Di tích | Cangas San Ciprián de Aldan |        | RI-51-0003996       | 20-12-1974           | Upload image |
| Grabado Rupestre Castelo                            | Di tích | Cangas Santa María de Darbo |        | RI-51-0003997       | 20-12-1974           | Upload image |
| Grabado Rupestre Piñeiro O Lago                     | Di tích | Cangas Santa María de Darbo |        | RI-51-0003998       | 20-12-1974           | Upload image |
| Grabado Rupestre Prado Do Pazo                      | Di tích | Cangas Santa María de Darbo |        | RI-51-0003999       | 20-12-1974           | Upload image |
| Grabado Rupestre Pombal                             | Di tích | Cangas San Andrés de Hio    |        | RI-51-0004000       | 20-12-1974           | Upload image |
| Grabado Rupestre Nerga                              | Di tích | Cangas San Andrés de Hio    |        | RI-51-0004001       | 20-12-1974           | Upload image |
| Grabado Rupestre Doñon As Cortes                    | Di tích | Cangas San Andrés de Hio    |        | RI-51-0004002       | 20-12-1974           | Upload image |
| Grabado Rupestre Donon Outeiro Do Mouro             | Di tích | Cangas San Andrés de Hio    |        | RI-51-0004003       | 20-12-1974           | Upload image |
| Grabado Rupesstre Donon Cabo Do Home Monte Do Facho | Di tích | Cangas San Andrés de Hio    |        | RI-51-0004004       | 20-12-1974           | Upload image |

#### Catoira
| Tên                                               | Dạng         | Địa điểm                       | Tọa độ                                        | Số hồ sơ tham khảo? | Ngày nhận danh hiệu? | Hình ảnh                        |
| ------------------------------------------------- | ------------ | ------------------------------ | --------------------------------------------- | ------------------- | -------------------- | ------------------------------- |
| Grabado Rupestre proximidades Campo Fútbol        | Di tích      | Catoira San Miguel de Catoira  |                                               | RI-51-0004006       | 20-12-1974           | Upload image                    |
| Grabado Rupestre Aragunde Tallarina               | Di tích      | Catoira San Miguel de Catoira  |                                               | RI-51-0004007       | 20-12-1974           | Upload image                    |
| Grabado Rupestre Outeiro Do Barral Tháp Do Barral | Di tích      | Catoira San Miguel de Cotoira  |                                               | RI-51-0004008       | 20-12-1974           | Upload image                    |
| Grabado Rupestre Oeste                            | Di tích      | Catoira Santa Eulalia de Oeste |                                               | RI-51-0004009       | 20-12-1974           | Upload image                    |
| Tháp Oeste                                        | Di tích Tháp | Catoira                        | 42°40′36″B 8°43′33″T / 42,676647°B 8,725775°T | RI-51-0000834       | 03-06-1931           | Torres del Oeste · Upload image |

#### Cerdedo
| Tên                                            | Dạng    | Địa điểm                         | Tọa độ | Số hồ sơ tham khảo? | Ngày nhận danh hiệu? | Hình ảnh     |
| ---------------------------------------------- | ------- | -------------------------------- | ------ | ------------------- | -------------------- | ------------ |
| Grabado Rupestre Fraga Das Ferraduras          | Di tích | Cerdedo San Juan de Cerdedo      |        | RI-51-0004010       | 20-12-1974           | Upload image |
| Grabado Rupestre Montes Parada                 | Di tích | Cerdedo San Pedro de Parada      |        | RI-51-0004011       | 20-12-1974           | Upload image |
| Grabado Rupestre Tasmonde A Laxa Veiga Do Chan | Di tích | Cerdedo Santa Mariña de Tasmonde |        | RI-51-0004012       | 20-12-1974           | Upload image |

#### Cotobade(Cotobade)
| Tên                                                                                  | Dạng    | Địa điểm                          | Tọa độ | Số hồ sơ tham khảo? | Ngày nhận danh hiệu? | Hình ảnh     |
| ------------------------------------------------------------------------------------ | ------- | --------------------------------- | ------ | ------------------- | -------------------- | ------------ |
| Grabado Rupestre Monte Churumal Pedra Redonda Das Cuadas Dos Mouros                  | Di tích | Cotobade San Miguel de Carballedo |        | RI-51-0004013       | 20-12-1974           | Upload image |
| Grabado Rupestre Monte Pedreira                                                      | Di tích | Cotobade San Miguel de Carballedo |        | RI-51-0004014       | 20-12-1974           | Upload image |
| Grabado Rupestre Castro Da Cividade Pedra dos Mouros hay Eira dos Mouros             | Di tích | Cotobade San Jorge de Sacos       |        | RI-51-0004015       | 20-12-1974           | Upload image |
| Grabado Rupestre Fentans Coto Da Nhà Da Vella                                        | Di tích | Cotobade San Jorge de Sacos       |        | RI-51-0004016       | 20-12-1974           | Upload image |
| Grabado Rupestre Chan Da Balboa Rozas Vellas                                         | Di tích | Cotobade San Jorge de Sacos       |        | RI-51-0004017       | 20-12-1974           | Upload image |
| Grabado Rupestre Fentans Laxe Dos Cebros                                             | Di tích | Cotobade San Jorge de Sacos       |        | RI-51-0004018       | 20-12-1974           | Upload image |
| Grabado Rupestre Fentans Laxe Do Cuco                                                | Di tích | Cotobade San Jorge de Sacos       |        | RI-51-0004019       | 20-12-1974           | Upload image |
| Grabado Rupestre Fentans Laxe Do Coto Da Braña                                       | Di tích | Cotobade San Jorge de Sacos       |        | RI-51-0004020       | 20-12-1974           | Upload image |
| Grabado Rupestre Fentans Laxe Da Portela Rozas Vellas                                | Di tích | Cotobade San Jorge de Sacos       |        | RI-51-0004021       | 20-12-1974           | Upload image |
| Grabado Rupestre Fetans Pedra Das Ferraduras                                         | Di tích | Cotobade San Jorge de Sacos       |        | RI-51-0004022       | 20-12-1974           | Upload image |
| Grabado Rupestre Fetans Pedra Do Outeiro Da Mo Laxe Da Nhà Da Vella                  | Di tích | Cotobade San Jorge de Sacos       |        | RI-51-0004023       | 20-12-1974           | Upload image |
| Grabado Rupestre Cutian Coto Do Pandeiro                                             | Di tích | Cotobade                          |        | RI-51-0004024       | 20-12-1974           | Upload image |
| Grabado Rupestre Cutian Fonte Moscosa Outeiro Dos Soles Pedra Do Regato Da Raposeira | Di tích | Cotobade San Jorge de Sacos       |        | RI-51-0004025       | 20-12-1974           | Upload image |
| Grabado Rupestre Outeiro Do Cuco Laxe Cuco                                           | Di tích | Cotobade San Jorge de Sacos       |        | RI-51-0004026       | 20-12-1974           | Upload image |
| Grabado Rupestre Pedra Do Lombo Da Costa                                             | Di tích | Cotobade San Jorge de Sacos       |        | RI-51-0004027       | 20-12-1974           | Upload image |
| Grabado Rupestre Carballeira San Xusto                                               | Di tích | Cotobade San Jorge de Sacos       |        | RI-51-0004028       | 20-12-1974           | Upload image |
| Grabado Rupestre Xeira Dos Mouros                                                    | Di tích | Cotobade San Jorge de Sacos       |        | RI-51-0004029       | 20-12-1974           | Upload image |
| Grabado Rupestre Laxe Da Portela Da Crus                                             | Di tích | Cotobade Santa María de Sacos     |        | RI-51-0004030       | 20-12-1974           | Upload image |
| Grabado Rupestre Fonte Do Lagarto Pedra Do Coto Do Outeiro                           | Di tích | Cotobade San Pedro de Tenorio     |        | RI-51-0004031       | 20-12-1974           | Upload image |
| Grabado Rupestre Laxe                                                                | Di tích | Cotobade San Pedro de Tenorio     |        | RI-51-0004032       | 20-12-1974           | Upload image |
| Grabado Rupestre Nhànova Portooval                                                   | Di tích | Cotobade San Andrés de Valongo    |        | RI-51-0004033       | 20-12-1974           | Upload image |
| Grabado Rupestre Peniceira                                                           | Di tích | Cotobade San Andrés de Valongo    |        | RI-51-0004034       | 20-12-1974           | Upload image |
| Grabado Rupestre Atalaya Portela Da Laxe                                             | Di tích | Cotobade Santiago de Viascón      |        | RI-51-0004035       | 20-12-1974           | Upload image |
| Grabado Rupestre Osta Laxe Das Coutadas                                              | Di tích | Cotobade Santiago de Viascón      |        | RI-51-0004036       | 20-12-1974           | Upload image |
| Grabado Rupestre Monte Da Rocha Montiño                                              | Di tích | Cotobade Santiago de Viascón      |        | RI-51-0004037       | 20-12-1974           | Upload image |
| Grabado Rupestre Monte Da Rocha Laxe Das Chaves San Pedro                            | Di tích | Cotobade Santiago de Viascón      |        | RI-51-0004038       | 20-12-1974           | Upload image |

#### Covelo, Galicia
| Tên                              | Dạng    | Địa điểm                             | Tọa độ | Số hồ sơ tham khảo? | Ngày nhận danh hiệu? | Hình ảnh     |
| -------------------------------- | ------- | ------------------------------------ | ------ | ------------------- | -------------------- | ------------ |
| Grabado Rupestre Coto Da Cobra   | Di tích | Covelo, Galicia San Salvador Maceira |        | RI-51-0004155       | 20-12-1974           | Upload image |
| Grabado Rupestre Pedra Cabalaria | Di tích | Covelo, Galicia San Salvador Maceira |        | RI-51-0004156       | 20-12-1974           | Upload image |

#### Cuntis
| Tên                                   | Dạng    | Địa điểm                       | Tọa độ | Số hồ sơ tham khảo? | Ngày nhận danh hiệu? | Hình ảnh                                       |
| ------------------------------------- | ------- | ------------------------------ | ------ | ------------------- | -------------------- | ---------------------------------------------- |
| Grabado Rupestre Laxe Dos Homes       | Di tích | Cuntis Santa María de Cequeril |        | RI-51-0004157       | 20-12-1974           | Grabado Rupestre Laxe Dos Homes · Upload image |
| Grabado Rupestre Outeiro Dos Campiños | Di tích | Cuntis Santa María de Cequeril |        | RI-51-0004158       | 20-12-1974           | Upload image                                   |
| Grabado Rupestre Outeiro Do Nhàl      | Di tích | Cuntis Santa María de Cequeril |        | RI-51-0004159       | 20-12-1974           | Upload image                                   |
| Grabado Rupestre Outeiro Do Galiñeiro | Di tích | Cuntis Santa María de Cequeril |        | RI-51-0004160       | 20-12-1974           | Upload image                                   |
| Grabado Rupestre Cartas Fora          | Di tích | Cuntis Santa María de Cuntis   |        | RI-51-0004161       | 20-12-1974           | Upload image                                   |

### E

#### O Grove(O Grove)
| Tên           | Dạng    | Địa điểm | Tọa độ                                        | Số hồ sơ tham khảo? | Ngày nhận danh hiệu? | Hình ảnh                         |
| ------------- | ------- | -------- | --------------------------------------------- | ------------------- | -------------------- | -------------------------------- |
| Tháp Escudero | Di tích | O Grove  | 42°29′36″B 8°51′56″T / 42,493361°B 8,865556°T | RI-51-0008966       | 17-10-1995           | Torre de Escudero · Upload image |

#### O Rosal(O Rosal)
| Tên                     | Dạng             | Địa điểm             | Tọa độ                                      | Số hồ sơ tham khảo? | Ngày nhận danh hiệu? | Hình ảnh                                  |
| ----------------------- | ---------------- | -------------------- | ------------------------------------------- | ------------------- | -------------------- | ----------------------------------------- |
| Los Molinos Folón/picón | Địa điểm lịch sử | O Rosal Santa Mariña | 41°57′23″B 8°50′15″T / 41,956389°B 8,8375°T | RI-54-0000059       | 22-01-1998           | Los Molinos de Folón/picón · Upload image |

### F

#### Forcarei(Forcarei)
| Tên                                             | Dạng                                                  | Địa điểm                           | Tọa độ                                        | Số hồ sơ tham khảo? | Ngày nhận danh hiệu? | Hình ảnh                                             |
| ----------------------------------------------- | ----------------------------------------------------- | ---------------------------------- | --------------------------------------------- | ------------------- | -------------------- | ---------------------------------------------------- |
| Tu viện Santa María Aciveiro                    | Di tích Kiến trúc tôn giáo Tu viện Trung Cổ Dòng Xitô | Forcarey Aciveiro                  | 42°37′04″B 8°18′05″T / 42,617916°B 8,301315°T | RI-51-0000831       | 03-06-1931           | Monasterio de Santa María de Aciveiro · Upload image |
| Grabado Rupestre Castro Codesas                 | Di tích                                               | Forcarey Santa María Magdalena     |                                               | RI-51-0004039       | 20-12-1974           | Upload image                                         |
| Grabado Rupestre Outeiro Cuspe Laxa Das Buratas | Di tích                                               | Forcarey San Miguel de Presqueiras |                                               | RI-51-0004040       | 20-12-1974           | Upload image                                         |
| Tháp Alarma Barciela                            | Di tích                                               | Forcarey Santa Mariña de Castrelo  | 42°33′39″B 8°21′56″T / 42,560818°B 8,365675°T | RI-51-0008964       | 17-10-1994           | Upload image                                         |

#### Fornelos de Montes
| Tên                           | Dạng    | Địa điểm                                | Tọa độ | Số hồ sơ tham khảo? | Ngày nhận danh hiệu? | Hình ảnh     |
| ----------------------------- | ------- | --------------------------------------- | ------ | ------------------- | -------------------- | ------------ |
| Grabado Rupestre Coto Do Galo | Di tích | Fornelos de Montes San Adrián de Calvos |        | RI-51-0004041       | 20-12-1974           | Upload image |

### G

#### Agolada(Agolada)
| Tên                                                                                        | Dạng                 | Địa điểm                                 | Tọa độ | Số hồ sơ tham khảo? | Ngày nhận danh hiệu? | Hình ảnh     |
| ------------------------------------------------------------------------------------------ | -------------------- | ---------------------------------------- | ------ | ------------------- | -------------------- | ------------ |
| Grabado Rupestre Pena Da Carballeira                                                       | Di tích              | Golada San Pedro de Ferreiroa            |        | RI-51-0004042       | 20-12-1974           | Upload image |
| Quần thể Histórico Artístico Tàn tích Antiguo Mercado (Tàn tích do antigo mercado popular) | Khu phức hợp lịch sử | Agolada                                  |        | RI-53-0000339       | 02-05-1985           | Upload image |
| Grabado Rupestre Campo Do Xastre                                                           | Di tích              | Agolada (Agolada) San Pedro de Ferreiroa |        | RI-51-0004043       | 20-12-1974           | Upload image |
| Grabado Rupestre Ayan Picurela                                                             | Di tích              | Agolada (Agolada) San Mamed de Trabancas |        | RI-51-0004044       | 20-12-1974           | Upload image |

#### Gondomar, Pontevedra
| Tên                                 | Dạng              | Địa điểm                                     | Tọa độ                                        | Số hồ sơ tham khảo? | Ngày nhận danh hiệu? | Hình ảnh                                        |
| ----------------------------------- | ----------------- | -------------------------------------------- | --------------------------------------------- | ------------------- | -------------------- | ----------------------------------------------- |
| Grabado Rupestre Monte As Pinceiras | Di tích           | Gondomar, Pontevedra San Martín de Borreiros |                                               | RI-51-0004045       | 20-12-1974           | Upload image                                    |
| Grabado Rupestre Monte San Antoniño | Di tích           | Gondomar, Pontevedra San Cristóbal do Couso  |                                               | RI-51-0004046       | 20-12-1974           | Upload image                                    |
| Grabado Rupestre Monte Galiñeiro    | Di tích           | Gondomar, Pontevedra Santa María de Vincios  | 42°08′02″B 8°42′51″T / 42,1338°B 8,714083°T   | RI-51-0004047       | 20-12-1974           | Grabado Rupestre Monte Galiñeiro · Upload image |
| Lâu đài pháo đài Monte Galiñeiro    | Di tích           | Gondomar, Pontevedra                         |                                               | RI-51-0008965       | 17-10-1994           | Upload image                                    |
| Cung điện Gondomar                  | Di tích Cung điện | Gondomar, Pontevedra                         | 42°06′22″B 8°45′42″T / 42,105988°B 8,761764°T | RI-51-0010442       | 18-02-1999           | Palacio de Gondomar · Upload image              |

### L

#### A Estrada(A Estrada)
| Tên                                                         | Dạng              | Địa điểm           | Tọa độ | Số hồ sơ tham khảo? | Ngày nhận danh hiệu? | Hình ảnh                                  |
| ----------------------------------------------------------- | ----------------- | ------------------ | ------ | ------------------- | -------------------- | ----------------------------------------- |
| Pazo Oca (Delimitación Entorno 17-04-1997 D.o.g. 9-05-1997) | Di tích Cung điện | A Estrada          |        | RI-51-0004571       | 15-01-1982           | Palacio de Oca · Upload image             |
| Delimitación Entorno Protección Cung điện Oca               | Di tích           | A Estrada          |        | RI-51-0004571-00001 | 17-04-1997           | Upload image                              |
| Lâu đài torre Guimarei                                      | Di tích Tháp      | A Estrada Guimarei |        | RI-51-0008963       | 17-10-1994           | Castillo torre de Guimarei · Upload image |

#### A Guarda(A Guarda)
| Tên                                            | Dạng                       | Địa điểm                             | Tọa độ                                        | Số hồ sơ tham khảo? | Ngày nhận danh hiệu? | Hình ảnh                                              |
| ---------------------------------------------- | -------------------------- | ------------------------------------ | --------------------------------------------- | ------------------- | -------------------- | ----------------------------------------------------- |
| Lâu đài Santa Cruz                             | Di tích                    | La Guardia                           |                                               | RI-51-0008967       | 17-10-1995           | Upload image                                          |
| Castro Santa Trega#Descripción#Los petroglifos | Di tích Khảo cổ học Castro | La Guardia Santa María de la Guardia | 41°53′34″B 8°52′10″T / 41,892734°B 8,869548°T | RI-51-0004048       | 20-12-1974           | Grabado Rupestre Castro de Santa Tecla · Upload image |
| Castro Santa Trega#Museo                       | Di tích Bảo tàng           | La Guardia                           | 41°53′19″B 8°52′15″T / 41,888501°B 8,870924°T | RI-51-0001395       | 01-03-1962           | Museo Promonte de Santa Tecla · Upload image          |
| Castro Santa Trega                             | Khu khảo cổ                | La Guardia Santa María de la Guardia | 41°53′34″B 8°52′10″T / 41,892734°B 8,869548°T | RI-55-0000028       | 03-06-1931           | Ruínas Arqueológicas de Santa Tecla · Upload image    |

#### A Lama(A Lama)
| Tên                                 | Dạng    | Địa điểm                       | Tọa độ | Số hồ sơ tham khảo? | Ngày nhận danh hiệu? | Hình ảnh     |
| ----------------------------------- | ------- | ------------------------------ | ------ | ------------------- | -------------------- | ------------ |
| Grabado Rupestre Ermita San Antonio | Di tích | A Lama San Martín de Berducido |        | RI-51-0004050       | 20-12-1974           | Upload image |

#### Lalín
| Tên                                                           | Dạng    | Địa điểm                    | Tọa độ | Số hồ sơ tham khảo? | Ngày nhận danh hiệu? | Hình ảnh     |
| ------------------------------------------------------------- | ------- | --------------------------- | ------ | ------------------- | -------------------- | ------------ |
| Grabado Rupestre Parada Alperiz Monte Fonteiriño Altar Do Sol | Di tích | Lalín Santa María de Parada |        | RI-51-0004049       | 20-12-1974           | Upload image |

#### As Neves(As Neves)
| Tên                                 | Dạng    | Địa điểm                           | Tọa độ | Số hồ sơ tham khảo? | Ngày nhận danh hiệu? | Hình ảnh     |
| ----------------------------------- | ------- | ---------------------------------- | ------ | ------------------- | -------------------- | ------------ |
| Grabado rupestre Mouro              | Di tích | As Neves Santa María de Taboexa    |        | RI-51-0004079       | 20-12-1974           | Upload image |
| Grabado Rupestre Citania Altamira   | Di tích | As Neves Santa María de Taboexa    |        | RI-51-0004080       | 20-12-1974           | Upload image |
| Grabado Rupestre Monte Da CIVidad   | Di tích | As Neves San Pedro de Batallans    |        | RI-51-0004075       | 20-12-1974           | Upload image |
| Grabado Rupestre Monte Das Croas    | Di tích | As Neves Santa María de Sela       |        | RI-51-0003967       | 20-12-1974           | Upload image |
| Grabado Rupestre Fental Minada      | Di tích | As Neves Santiago de Ribarteme     |        | RI-51-0004076       | 20-12-1974           | Upload image |
| Grabado Rupestre Rocha              | Di tích | Las Nieves San Juan de Rubios      |        | RI-51-0004077       | 20-12-1974           | Upload image |
| Grabado Rupestre Monte Cara Do Home | Di tích | Las Nieves San Juan de Rubios      |        | RI-51-0004078       | 20-12-1974           | Upload image |
| Tháp Sequeirós                      | Di tích | Las Nieves San Cibrán de Ribarteme |        | RI-51-0008968       | 17-10-1995           | Upload image |

### M

#### Marín, Pontevedra
| Tên                                           | Dạng    | Địa điểm                                        | Tọa độ | Số hồ sơ tham khảo? | Ngày nhận danh hiệu? | Hình ảnh                                                    |
| --------------------------------------------- | ------- | ----------------------------------------------- | ------ | ------------------- | -------------------- | ----------------------------------------------------------- |
| Grabado Rupestre Catoarena Pornedo            | Di tích | Marín, Pontevedra Santa María del Puerto        |        | RI-51-0004051       | 20-12-1974           | Upload image                                                |
| Grabado Rupestre Carballas                    | Di tích | Marín, Pontevedra Santa María del Puerto        |        | RI-51-0004052       | 20-12-1974           | Upload image                                                |
| Grabado Rupestre A subida                     | Di tích | Marín, Pontevedra Santa María del Puerto        |        | RI-51-0004053       | 20-12-1974           | Upload image                                                |
| Grabado Rupestre Champas                      | Di tích | Marín, Pontevedra San Julián de Marin de Arriba |        | RI-51-0004054       | 20-12-1974           | Upload image                                                |
| Grabado Rupestre Carrasca                     | Di tích | Marín, Pontevedra San Julián de Arriba          |        | RI-51-0004055       | 20-12-1974           | Upload image                                                |
| Grabado Rupestre Carballeda                   | Di tích | Marín, Pontevedra Santa Julián de Puerto        |        | RI-51-0004056       | 20-12-1974           | Upload image                                                |
| Grabado Rupestre Sobre Champas                | Di tích | Marín, Pontevedra San Julián de Marín de Arriba |        | RI-51-0004057       | 20-12-1974           | Upload image                                                |
| Grabado Rupestre Moreira                      | Di tích | Marín, Pontevedra San Julián de Marín de Arriba |        | RI-51-0004058       | 20-12-1974           | Upload image                                                |
| Grabado Rupestre Godalleira                   | Di tích | Marín, Pontevedra San Jorge de Mogor            |        | RI-51-0004059       | 20-12-1974           | Upload image                                                |
| Grabado Rupestre Finca Cazolas                | Di tích | Marín, Pontevedra San Jorge de Mogor            |        | RI-51-0004060       | 20-12-1974           | Upload image                                                |
| Grabado Rupestre Laberinto Mogor              | Di tích | Marín, Pontevedra San Jorge de Mogor            |        | RI-51-0004061       | 20-12-1974           | Grabado Rupestre Laberinto de Mogor · Upload image          |
| Grabado Rupestre Os Campiños                  | Di tích | Marín, Pontevedra San Jorge de Mogor            |        | RI-51-0004062       | 20-12-1974           | Upload image                                                |
| Grabado Rupestre Teixugueira Monte Arriba     | Di tích | Marín, Pontevedra San Jorge de Mogor            |        | RI-51-0004063       | 20-12-1974           | Grabado Rupestre Teixugueira Monte de Arriba · Upload image |
| Grabado Rupestre As Fontiñas Pedra Dos Mouros | Di tích | Marín, Pontevedra San Jorge de Mogor            |        | RI-51-0004064       | 20-12-1974           | Upload image                                                |
| Grabado Rupestre Outeiro                      | Di tích | Marín, Pontevedra San Jorge de Mogor            |        | RI-51-0004065       | 20-12-1974           | Upload image                                                |

#### Meis
| Tên                                        | Dạng                       | Địa điểm                    | Tọa độ                                        | Số hồ sơ tham khảo? | Ngày nhận danh hiệu? | Hình ảnh                                              |
| ------------------------------------------ | -------------------------- | --------------------------- | --------------------------------------------- | ------------------- | -------------------- | ----------------------------------------------------- |
| Grabado Rupestre Armenteira Monte Castrove | Di tích                    | Meis Santa María Armenteira |                                               | RI-51-0004066       | 20-12-1974           | Upload image                                          |
| Tu viện Santa María Armentera              | Di tích Kiến trúc tôn giáo | Meis Armentera              | 42°27′48″B 8°44′31″T / 42,463355°B 8,741959°T | RI-51-0000830       | 03-06-1931           | Monasterio de Santa María de Armentera · Upload image |

#### Moaña
| Tên                                       | Dạng    | Địa điểm                | Tọa độ | Số hồ sơ tham khảo? | Ngày nhận danh hiệu? | Hình ảnh     |
| ----------------------------------------- | ------- | ----------------------- | ------ | ------------------- | -------------------- | ------------ |
| Grabado Rupestre Os Remedios u Os Castros | Di tích | Moaña San Juan de Tiran |        | RI-51-0004071       | 20-12-1974           | Upload image |

#### Moraña
| Tên                                                     | Dạng                  | Địa điểm                      | Tọa độ                                        | Số hồ sơ tham khảo? | Ngày nhận danh hiệu? | Hình ảnh                                            |
| ------------------------------------------------------- | --------------------- | ----------------------------- | --------------------------------------------- | ------------------- | -------------------- | --------------------------------------------------- |
| Grabado Rupestre Castro Montealegre Degolladero         | Di tích               | Moraña San Pedro de Domayo    |                                               | RI-51-0004067       | 20-12-1974           | Upload image                                        |
| Grabado Rupestre Reibon Pozo Garrido                    | Di tích Arte rupestre | Moraña Santa Eulalia de Meira |                                               | RI-51-0004068       | 20-12-1974           | Grabado Rupestre Reibon Pozo Garrido · Upload image |
| Grabado Rupestre A Pegada San Pedro                     | Di tích               | Moraña Santa Eulalia de Meira |                                               | RI-51-0004069       | 20-12-1974           | Upload image                                        |
| Grabado Rupestre Pedra Dos Barcos                       | Di tích               | Moraña Santa Eulalia de Meira |                                               | RI-51-0004070       | 20-12-1974           | Upload image                                        |
| Grabado Rupestre Con Xan Deus                           | Di tích               | Moraña San Martín de Laxe     | 42°34′32″B 8°33′25″T / 42,575625°B 8,557073°T | RI-51-0004072       | 20-12-1974           | Upload image                                        |
| Grabado Rupestre Saidos Rozas Outeiro Das Pias          | Di tích               | Moraña Santa Justa de Moraña  |                                               | RI-51-0004073       | 20-12-1974           | Upload image                                        |
| Grabado Rupestre Saidos Rozas Outeiro Do Testo (Moraña) | Di tích               | Moraña Santa Justa de Moraña  |                                               | RI-51-0004074       | 20-12-1974           | Upload image                                        |

### N

#### Nigrán
| Tên                                                       | Dạng              | Địa điểm                      | Tọa độ                                        | Số hồ sơ tham khảo? | Ngày nhận danh hiệu? | Hình ảnh                                                 |
| --------------------------------------------------------- | ----------------- | ----------------------------- | --------------------------------------------- | ------------------- | -------------------- | -------------------------------------------------------- |
| Grabado Rupestre Monte Do Trarrastal Outeiro Das Campanas | Di tích           | Nigrán Santa Eulalia de Camos |                                               | RI-51-0004081       | 20-12-1974           | Upload image                                             |
| Tháp Méndez                                               | Di tích           | Nigrán Camos                  |                                               | RI-51-0008969       | 17-10-1995           | Upload image                                             |
| Tàn tích Nhà thờ Visigótica Panjón                        | Di tích Nhà thờ   | Nigrán Panjón                 | 42°08′43″B 8°49′25″T / 42,145249°B 8,823743°T | RI-51-0001628       | 03-12-1964           | Restos de la Iglesia Visigótica de Panjón · Upload image |
| Cung điện Cadaval - Urzaiz                                | Di tích Cung điện | Nigrán                        | 42°08′51″B 8°47′59″T / 42,1475°B 8,799722°T   | RI-51-0011578       | 09-02-2006           | Palacio de Cadaval - Urzaiz · Upload image               |
| Cung điện Nigrán hay Cea                                  | Di tích Cung điện | Nigrán                        | 42°08′58″B 8°47′58″T / 42,149381°B 8,79955°T  | RI-51-0004293       | 25-08-1978           | Palacio de Nigrán o de Cea · Upload image                |

### O

#### Oia, Tây Ban Nha(Oia)
| Tên                                      | Dạng            | Địa điểm                                   | Tọa độ                                        | Số hồ sơ tham khảo? | Ngày nhận danh hiệu? | Hình ảnh                                       |
| ---------------------------------------- | --------------- | ------------------------------------------ | --------------------------------------------- | ------------------- | -------------------- | ---------------------------------------------- |
| Grabado Rupestre Candoza                 | Di tích         | Oia, Tây Ban Nha Santa Eugenia de Mougas   |                                               | RI-51-0004082       | 20-12-1974           | Upload image                                   |
| Grabado Rupestre Bouciña                 | Di tích         | Oia, Tây Ban Nha Santa Eugenia de Mougas   |                                               | RI-51-0004083       | 20-12-1974           | Upload image                                   |
| Grabado Rupestre Campo Do Calvo          | Di tích         | Oia, Tây Ban Nha Santa Eugenia de Mougas   |                                               | RI-51-0004084       | 20-12-1974           | Upload image                                   |
| Grabado Rupestre Portecelo Laxe Do Lapon | Di tích         | Oia, Tây Ban Nha San Mamed de Pedornes     |                                               | RI-51-0004085       | 20-12-1974           | Upload image                                   |
| Grabado Rupestre Coto Dos Mouros         | Di tích         | Oia, Tây Ban Nha San Miguel de Villadesuso |                                               | RI-51-0004086       | 20-12-1974           | Upload image                                   |
| Tu viện Santa María (Oya)                | Di tích Tu viện | Oia, Tây Ban Nha                           | 42°00′11″B 8°52′35″T / 42,002945°B 8,876294°T | RI-51-0000833       | 03-06-1931           | Monasterio de Santa María (Oya) · Upload image |
| Lâu đài Torroña                          | Di tích         | Oia, Tây Ban Nha Torroña                   |                                               | RI-51-0008970       | 17-10-1995           | Upload image                                   |

### P

#### Pazos de Borbén (Pontevedra)
| Tên                                                 | Dạng    | Địa điểm                                       | Tọa độ | Số hồ sơ tham khảo? | Ngày nhận danh hiệu? | Hình ảnh     |
| --------------------------------------------------- | ------- | ---------------------------------------------- | ------ | ------------------- | -------------------- | ------------ |
| Grabado Rupestre Laxe Das Cruces Dos Carballinos    | Di tích | Pazos de Borbén San Saturnino de Amoedo        |        | RI-51-0004087       | 20-12-1974           | Upload image |
| Grabado Rupestre Longo Do Souto                     | Di tích | Pazos de Borbén San Saturnino de Amoedo        |        | RI-51-0004088       | 20-12-1974           | Upload image |
| Grabado Rupestre Monte Do Espiño                    | Di tích | Pazos de Borbén San Saturnino de Amoedo        |        | RI-51-0004089       | 20-12-1974           | Upload image |
| Grabado Rupestre Pino Novo                          | Di tích | Pazos de Borbén San Saturnino de Amoedo        |        | RI-51-0004090       | 20-12-1974           | Upload image |
| Grabado Rupestre Pedra Sardiñeira                   | Di tích | Pazos de Borbén San Saturnino de Amoedo        |        | RI-51-0004091       | 20-12-1974           | Upload image |
| Grabado Rupestre Volta Do Rego Novo                 | Di tích | Pazos de Borbén San Saturnino de Amoedo        |        | RI-51-0004092       | 20-12-1974           | Upload image |
| Grabado Rupestre Rego Novo                          | Di tích | Pazos de Borbén San Saturnino de Amoedo        |        | RI-51-0004093       | 20-12-1974           | Upload image |
| Grabado Rupestre Outeiro Da Pia                     | Di tích | Pazos de Borbén San Saturnino de Amoedo        |        | RI-51-0004094       | 20-12-1974           | Upload image |
| Grabado Rupestre Sitio Dos Lavadouros               | Di tích | Pazos de Borbén San Saturnino de Amoedo        |        | RI-51-0004095       | 20-12-1974           | Upload image |
| Grabado Rupestre Monte Rebordiño Pedra Das Tenxiñas | Di tích | Pazos de Borbén San Saturnino de Amoedo        |        | RI-51-0004096       | 20-12-1974           | Upload image |
| Grabado Rupestre Monte Cepeda Faipa Cavada Santiago | Di tích | Pazos de Borbén San Pedro de Cepeda            |        | RI-51-0004097       | 20-12-1974           | Upload image |
| Grabado Rupestre Ferreira                           | Di tích | Pazos de Borbén San Pedro de Cepeda            |        | RI-51-0004098       | 20-12-1974           | Upload image |
| Grabado Rupestre Valongo                            | Di tích | Pazos de Borbén San Pedro de Cepeda            |        | RI-51-0004099       | 20-12-1974           | Upload image |
| Grabado Rupestre Valongo Coto Do Castro             | Di tích | Pazos de Borbén San Pedro de Cepeda            |        | RI-51-0004100       | 20-12-1974           | Upload image |
| Grabado Rupestre Nhà Da Rapadoira                   | Di tích | Pazos de Borbén San Pelagio de Moscoso         |        | RI-51-0004101       | 20-12-1974           | Upload image |
| Grabado Rupestre Coto Da Lameira                    | Di tích | Pazos de Borbén San Pelagio de Moscoso         |        | RI-51-0004102       | 20-12-1974           | Upload image |
| Grabado Rupestre Monte Galleiro                     | Di tích | Pazos de Borbén San Martín de Nespereira       |        | RI-51-0004103       | 20-12-1974           | Upload image |
| Grabado Rupestre Montecelo                          | Di tích | Pazos de Borbén San Martín de Nespereira       |        | RI-51-0004104       | 20-12-1974           | Upload image |
| Grabado Rupestre Coto Romeo Pedra Raposeira         | Di tích | Pazos de Borbén Santa María de Pazos de Borben |        | RI-51-0004105       | 20-12-1974           | Upload image |

#### Pontevedra
| Tên                                                                                              | Dạng                 | Địa điểm                                 | Tọa độ                                        | Số hồ sơ tham khảo? | Ngày nhận danh hiệu? | Hình ảnh                                                                        |
| ------------------------------------------------------------------------------------------------ | -------------------- | ---------------------------------------- | --------------------------------------------- | ------------------- | -------------------- | ------------------------------------------------------------------------------- |
| Ruínas Convento Santo Domingo                                                                    | Di tích Tu viện      | Pontevedra                               | 42°25′52″B 8°38′49″T / 42,431198°B 8,646964°T | RI-51-0000070       | 14-08-1895           | Ruínas del Convento de Santo Domingo · Upload image                             |
| Tu viện và Nhà thờ San Francisco (Convento Igrexa San Francisco)                                 | Di tích Tu viện      | Pontevedra                               | 42°25′53″B 8°38′35″T / 42,431266°B 8,643133°T | RI-51-0000074       | 26-08-1896           | Convento e Iglesia de San Francisco · Upload image                              |
| Tu viện Benedictino San Bieito Lérez                                                             | Di tích Tu viện      | Pontevedra Lérez River                   | 42°26′57″B 8°37′56″T / 42,449167°B 8,632222°T | RI-51-0001206       | 21-06-1946           | Monasterio Benedictino de San Bieito de Lérez · Upload image                    |
| Grabado Rupestre Nhàldourado                                                                     | Di tích              | Pontevedra San Salvador de Lerez         |                                               | RI-51-0004111       | 20-12-1974           | Upload image                                                                    |
| Grabado Rupestre Pedra Do Nhàl                                                                   | Di tích              | Pontevedra Lourizán                      |                                               | RI-51-0004112       | 20-12-1974           | Upload image                                                                    |
| Grabado Rupestre Placeres                                                                        | Di tích              | Pontevedra Lourizán                      |                                               | RI-51-0004113       | 20-12-1974           | Grabado Rupestre Placeres · Upload image                                        |
| Grabado Rupestre Carballeira Finca Doña Marina                                                   | Di tích              | Pontevedra Lourizán                      |                                               | RI-51-0004114       | 20-12-1974           | Upload image                                                                    |
| Grabado Rupestre Rañadoiro Chandas Cruces                                                        | Di tích              | Pontevedra Santa Marina de Ponte Sampayo |                                               | RI-51-0004115       | 20-12-1974           | Upload image                                                                    |
| Grabado Rupestre Cachada Do Vello                                                                | Di tích              | Pontevedra San Martín de Salcedo         |                                               | RI-51-0004116       | 20-12-1974           | Upload image                                                                    |
| Lưu trữ lịch sử Provincial Pontevedra                                                            | Lưu trữ              | Pontevedra                               |                                               | RI-AR-0000043       | 10-11-1997           | Upload image                                                                    |
| Thư viện Pública Estado (Pontevedra)                                                             | Biblioteca           | Pontevedra                               |                                               | RI-BI-0000025       | 25-06-1985           | Upload image                                                                    |
| Grabado Rupestre Cova Penedo Do Mato Do Fondo                                                    | Di tích              | Pontevedra San Martín de Salcedo         |                                               | RI-51-0004117       | 20-12-1974           | Grabado Rupestre Cova Penedo Do Mato Do Fondo · Upload image                    |
| Grabado Rupestre A Esculca Lastra Lexe Do Outeiro Do Mato Das Cruces                             | Di tích              | Pontevedra                               |                                               | RI-51-0004118       | 20-12-1974           | Upload image                                                                    |
| Grabado Rupestre Regato Dos Buracos Outeiro Da Mina                                              | Di tích              | Pontevedra                               |                                               | RI-51-0004119       | 20-12-1974           | Grabado Rupestre Regato Dos Buracos Outeiro Da Mina · Upload image              |
| Grabado Rupestre Carramal Pozo Escribana Penedo Vilar Matos                                      | Di tích              | Pontevedra                               |                                               | RI-51-0004120       | 20-12-1974           | Upload image                                                                    |
| Barrio Antiguo Pontevedra                                                                        | Khu phức hợp lịch sử | Pontevedra                               | 42°25′58″B 8°38′44″T / 42,432732°B 8,6455°T   | RI-53-0000017       | 23-02-1951           | Barrio Antiguo de Pontevedra · Upload image                                     |
| Grabado Rupestre As Eiriñas Xartan Gato Morto Penedo Argoenxa                                    | Di tích              | Pontevedra Santa María de Xeve           |                                               | RI-51-0004121       | 20-12-1974           | Grabado Rupestre As Eiriñas Xartan Gato Morto Penedo de Argoenxa · Upload image |
| Nhà thờ Santa María Mayor (Pontevedra)                                                           | Di tích Nhà thờ      | Pontevedra                               | 42°26′02″B 8°38′51″T / 42,433788°B 8,647516°T | RI-51-0000828       | 03-06-1931           | Iglesia de Santa María la Mayor (Pontevedra) · Upload image                     |
| Bảo tàng Provincial Pontevedra                                                                   | Di tích Bảo tàng     | Pontevedra                               | 42°25′57″B 8°38′35″T / 42,432526°B 8,643082°T | RI-51-0001394       | 01-03-1962           | Museo de Pontevedra · Upload image                                              |
| Paraje que rodea Tu viện San Salvador Lerez (Paraxe que arrodea hay Mosteiro San Salvador Lerez) | Địa điểm lịch sử     | Pontevedra San Salvador de Lerez         |                                               | RI-54-0000003       | 21-06-1946           | Upload image                                                                    |

#### O Porriño(O Porriño)
| Tên                                 | Dạng        | Địa điểm                      | Tọa độ | Số hồ sơ tham khảo? | Ngày nhận danh hiệu? | Hình ảnh     |
| ----------------------------------- | ----------- | ----------------------------- | ------ | ------------------- | -------------------- | ------------ |
| Grabado Rupestre Monte Castelo      | Di tích     | O Porriño San Esteban de Cans |        | RI-51-0004122       | 20-12-1974           | Upload image |
| Khu vực Paleolítico Gándaras Budiño | Khu khảo cổ | O Porriño                     |        | RI-55-0000500       | 29-05-1997           | Upload image |

#### Poio(Poio)
| Tên                                                                | Dạng                                                          | Địa điểm                     | Tọa độ                                        | Số hồ sơ tham khảo? | Ngày nhận danh hiệu? | Hình ảnh                                                  |
| ------------------------------------------------------------------ | ------------------------------------------------------------- | ---------------------------- | --------------------------------------------- | ------------------- | -------------------- | --------------------------------------------------------- |
| Grabado Rupestre Finca Esperon                                     | Di tích                                                       | Poyo San Roque de Combarro   |                                               | RI-51-0004123       | 20-12-1974           | Grabado Rupestre Finca Esperon · Upload image             |
| Grabado Rupestre Lagoa Camiño Da Bioqueira Outeiro Dos Carballinos | Di tích                                                       | Poio San Salvador de Poyo    |                                               | RI-51-0004124       | 20-12-1974           | Upload image                                              |
| Grabado Rupestre Montecelo Laxe Das Lebres                         | Di tích                                                       | Poio San Salvador de Poyo    |                                               | RI-51-0004125       | 20-12-1974           | Grabado Rupestre Montecelo Laxe Das Lebres · Upload image |
| Grabado Rupestre Montececo Pedra Grande Montecelo                  | Di tích                                                       | Poio San Salvador de Poyo    |                                               | RI-51-0004126       | 20-12-1974           | Upload image                                              |
| Grabado Rupestre Montecelo Laxe Do Xugo Laxe Das Picadas           | Di tích                                                       | Poio San Salvador de Poyo    |                                               | RI-51-0004127       | 20-12-1974           | Upload image                                              |
| Grabado Rupestre Louriño                                           | Di tích                                                       | Poio San Salvador de Poyo    |                                               | RI-51-0004128       | 20-12-1974           | Upload image                                              |
| Grabado Rupestre Monte Do Cruxeiro Outeiro Da Burata               | Di tích                                                       | Poio Santa María de Samieira |                                               | RI-51-0004129       | 20-12-1974           | Upload image                                              |
| Grabado Rupestre Outeiro Da Pedra Furada Pedra Ecorregadoira       | Di tích                                                       | Poio Santa María de Samieira |                                               | RI-51-0004130       | 20-12-1974           | Upload image                                              |
| Grabado Rupestre Teixugueira Pedra Da Miñota                       | Di tích                                                       | Poio Santa María de Samieira |                                               | RI-51-0004131       | 20-12-1974           | Upload image                                              |
| Grabado Rupestre Teixugueira Pedra Da Tomada Da Xirona             | Di tích                                                       | Poio Santa María de Samieira |                                               | RI-51-0004132       | 20-12-1974           | Upload image                                              |
| Tu viện San Juan Poyo                                              | Di tích Kiến trúc tôn giáo Thời gian: Thế kỷ 16 đến Thế kỷ 18 | Poyo Plaza del Convento, 2   | 42°26′47″B 8°41′06″T / 42,446384°B 8,684926°T | RI-51-0003863       | 13-08-1971           | Monasterio de San Juan de Poyo · Upload image             |
| Combarro                                                           | Địa điểm lịch sử                                              | Poyo Combarro                | 42°25′55″B 8°42′18″T / 42,431858°B 8,704868°T | RI-54-0000043       | 30-11-1972           | Poblado de Combarro · Upload image                        |
| Combarro                                                           | Conjunto histórico pintoresco                                 | Poyo Combarro                | 42°25′55″B 8°42′18″T / 42,431858°B 8,704868°T | RI-53-0000145       | 30-11-1972           | Pueblo de Combarro · Upload image                         |

#### Ponteareas(Ponteareas)
| Tên                              | Dạng    | Địa điểm                       | Tọa độ                                        | Số hồ sơ tham khảo? | Ngày nhận danh hiệu? | Hình ảnh                                        |
| -------------------------------- | ------- | ------------------------------ | --------------------------------------------- | ------------------- | -------------------- | ----------------------------------------------- |
| Grabado Rupestre Castro Da Troña | Di tích | Ponteareas Santa María de Pias | 42°12′51″B 8°29′22″T / 42,214075°B 8,48946°T  | RI-51-0004106       | 20-12-1974           | Grabado Rupestre Castro Da Troña · Upload image |
| Grabado Rupestre Chan Da Gandara | Di tích | Ponteareas Santa María de Pias | 42°10′29″B 8°30′29″T / 42,174844°B 8,507964°T | RI-51-0004107       | 20-12-1974           | Upload image                                    |

#### Ponte Caldelas(Ponte Caldelas)
| Tên                                                                    | Dạng    | Địa điểm                             | Tọa độ | Số hồ sơ tham khảo? | Ngày nhận danh hiệu? | Hình ảnh     |
| ---------------------------------------------------------------------- | ------- | ------------------------------------ | ------ | ------------------- | -------------------- | ------------ |
| Grabado Rupestre Pena Chan Grande                                      | Di tích | Ponte Caldelas Santa María de Touron |        | RI-51-0004108       | 20-12-1974           | Upload image |
| Grabado Rupestre Coto Das Sombriñas-outeiro Do Pio Outeiro Da Siribela | Di tích | Ponte Caldelas Santa María de Touron |        | RI-51-0004109       | 20-12-1974           | Upload image |
| Grabado Rupestre Tomada Martínez Mato Dos Couselos Pedra Dos Couselos  | Di tích | Ponte Caldelas San Martín de Xuntans |        | RI-51-0004110       | 20-12-1974           | Upload image |

### R

#### Redondela
| Tên                              | Dạng             | Địa điểm                                   | Tọa độ | Số hồ sơ tham khảo? | Ngày nhận danh hiệu? | Hình ảnh                                        |
| -------------------------------- | ---------------- | ------------------------------------------ | ------ | ------------------- | -------------------- | ----------------------------------------------- |
| Grabado Rupestre Coto Do Corno   | Di tích          | Redondela San Andrés de Cedeira            |        | RI-51-0004133       | 20-12-1974           | Upload image                                    |
| Islas San Simón và San Antonio   | Địa điểm lịch sử | Redondela Islas de San Antonio y San Simón |        | RI-54-0000135       | 29-07-1999           | Islas de San Simón y San Antonio · Upload image |
| Grabado Rupestre Monte Do Castro | Di tích          | Redondela San Esteban de Negros            |        | RI-51-0004134       | 20-12-1974           | Upload image                                    |
| Grabado Rupestre Monte Da Peneda | Di tích          | Redondela Santa María do Viso              |        | RI-51-0004135       | 20-12-1974           | Grabado Rupestre Monte Da Peneda · Upload image |
| Grabado Rupestre Nogueira        | Di tích          | Redondela Santa María do Viso              |        | RI-51-0004136       | 20-12-1974           | Grabado Rupestre Nogueira · Upload image        |

#### Rodeiro
| Tên                        | Dạng    | Địa điểm        | Tọa độ | Số hồ sơ tham khảo? | Ngày nhận danh hiệu? | Hình ảnh     |
| -------------------------- | ------- | --------------- | ------ | ------------------- | -------------------- | ------------ |
| Tháp Santa María (Rodeiro) | Di tích | Rodeiro Guillar |        | RI-51-0008971       | 17-10-1995           | Upload image |

### S

#### Salvaterra de Miño(Salvaterra de Miño)
| Tên                                           | Dạng                 | Địa điểm           | Tọa độ | Số hồ sơ tham khảo? | Ngày nhận danh hiệu? | Hình ảnh                                                         |
| --------------------------------------------- | -------------------- | ------------------ | ------ | ------------------- | -------------------- | ---------------------------------------------------------------- |
| Lâu đài Santiago Aitona                       | Di tích              | Salvaterra de Miño |        | RI-51-0008972       | 17-10-1995           | Upload image                                                     |
| Lâu đài Recinto Amurallado (Salvatierra Miño) | Di tích Tường thànhs | Salvaterra de Miño |        | RI-51-0008973       | 17-10-1995           | Castillo Recinto Amurallado (Salvatierra de Miño) · Upload image |
| Lâu đài medieval Conde                        | Di tích              | Salvaterra de Miño |        | RI-51-0008974       | 17-10-1995           | Upload image                                                     |
| Lâu đài Cung điện Conde                       | Di tích              | Salvaterra de Miño |        | RI-51-0008975       | 17-10-1995           | Upload image                                                     |

#### Saint Genesius(Sanxenxo)
| Tên          | Dạng                        | Địa điểm                     | Tọa độ                                        | Số hồ sơ tham khảo? | Ngày nhận danh hiệu? | Hình ảnh                           |
| ------------ | --------------------------- | ---------------------------- | --------------------------------------------- | ------------------- | -------------------- | ---------------------------------- |
| Tháp Lanzada | Di tích Kiến trúc phòng thủ | Sanxenxo Playa de la Lanzada | 42°25′46″B 8°52′37″T / 42,429514°B 8,877008°T | RI-51-0008976       | 17-10-1995           | Torre de la Lanzada · Upload image |

#### Silleda
| Tên                                | Dạng            | Địa điểm                   | Tọa độ                                        | Số hồ sơ tham khảo? | Ngày nhận danh hiệu? | Hình ảnh                                              |
| ---------------------------------- | --------------- | -------------------------- | --------------------------------------------- | ------------------- | -------------------- | ----------------------------------------------------- |
| Grabado Rupestre Castro Primadorna | Di tích         | Silleda Santiago de Breixa |                                               | RI-51-0004137       | 20-12-1974           | Upload image                                          |
| Monastery of Carboeiro             | Di tích Tu viện | Silleda Carboeiro          | 42°45′20″B 8°14′46″T / 42,75551°B 8,24613°T   | RI-51-0000829       | 03-06-1931           | Monasterio de San Lorenzo de Carboeiro · Upload image |
| Tháp Cira                          | Di tích Tháp    | Silleda Cira               | 42°46′42″B 8°21′29″T / 42,778447°B 8,358042°T | RI-51-0008977       | 17-10-1995           | Torre de Cira · Upload image                          |
| Pháo đài Chapa                     | Di tích         | Silleda Chapa              |                                               | RI-51-0008978       | 17-10-1995           | Upload image                                          |

#### Soutomaior(Soutomaior)
| Tên                               | Dạng            | Địa điểm                            | Tọa độ                                        | Số hồ sơ tham khảo? | Ngày nhận danh hiệu? | Hình ảnh                             |
| --------------------------------- | --------------- | ----------------------------------- | --------------------------------------------- | ------------------- | -------------------- | ------------------------------------ |
| Grabado Rupestre Pedra Dos Riscos | Di tích         | Sotomayor San Salvador de Sotomayor |                                               | RI-51-0004138       | 20-12-1974           | Upload image                         |
| Lâu đài Sotomayor                 | Di tích Lâu đài | Soutomaior                          | 42°19′47″B 8°34′06″T / 42,329722°B 8,568333°T | RI-51-0008979       | 17-10-1995           | Castillo de Sotomayor · Upload image |

### T

#### Tomiño
| Tên                                  | Dạng                                | Địa điểm                      | Tọa độ | Số hồ sơ tham khảo? | Ngày nhận danh hiệu? | Hình ảnh                                               |
| ------------------------------------ | ----------------------------------- | ----------------------------- | ------ | ------------------- | -------------------- | ------------------------------------------------------ |
| Lâu đài Tebra                        | Di tích Kiến trúc phòng thủ Lâu đài | Tomiño Santa María de Tebra   |        | RI-51-0008984       | 17-10-1995           | Castillo de Tebra · Upload image                       |
| Grabado Rupestre Capilla San Lorenzo | Di tích Nghệ thuật đá               | Tomiño San Cristóbal de Goyan |        | RI-51-0004139       | 20-12-1974           | Grabado Rupestre Capilla de San Lorenzo · Upload image |
| Lâu đài Concepción                   | Di tích                             | Tomiño Goian                  |        | RI-51-0008980       | 17-10-1995           | Upload image                                           |
| Lâu đài San Lorenzo (Tomiño)         | Di tích Lâu đài                     | Tomiño Goian                  |        | RI-51-0008981       | 17-10-1995           | Castillo de San Lorenzo · Upload image                 |
| Lâu đài Amorin                       | Di tích                             | Tomiño Amorin                 |        | RI-51-0008982       | 17-10-1995           | Upload image                                           |
| Lâu đài Medos                        | Di tích                             | Tomiño Estas                  |        | RI-51-0008983       | 17-10-1995           | Upload image                                           |

#### Tui, Galicia(Tui)
| Tên                         | Dạng                 | Địa điểm                            | Tọa độ                                        | Số hồ sơ tham khảo? | Ngày nhận danh hiệu? | Hình ảnh                                              |
| --------------------------- | -------------------- | ----------------------------------- | --------------------------------------------- | ------------------- | -------------------- | ----------------------------------------------------- |
| Grabado Rupestre Rozacus    | Di tích              | Tui, Galicia El Sagrario de Randufe |                                               | RI-51-0004140       | 20-12-1974           | Upload image                                          |
| Nhà thờ Santa María Tuy     | Di tích Catedral     | Tui, Galicia                        | 42°02′46″B 8°38′41″T / 42,045981°B 8,644608°T | RI-51-0000827       | 03-06-1931           | Catedral de Santa María de Tuy · Upload image         |
| Tu viện Santo Domingo (Tuy) | Di tích Tu viện      | Tui, Galicia                        | 42°02′56″B 8°38′25″T / 42,048852°B 8,640154°T | RI-51-0000832       | 03-06-1931           | Convento de Santo Domingo (Tuy) · Upload image        |
| Pháo đài Monte Olaya        | Di tích              | Tui, Galicia                        |                                               | RI-51-0008985       | 17-10-1995           | Upload image                                          |
| Tui, Galicia                | Khu phức hợp lịch sử | Tui, Galicia                        | 42°02′46″B 8°38′40″T / 42,046109°B 8,644388°T | RI-53-0000089       | 19-08-1967           | Conjunto Histórico de la Ciudad de Tuy · Upload image |

### V

#### Valga (Pontevedra)
| Tên                                                               | Dạng                                   | Địa điểm                  | Tọa độ | Số hồ sơ tham khảo? | Ngày nhận danh hiệu? | Hình ảnh                                                          |
| ----------------------------------------------------------------- | -------------------------------------- | ------------------------- | ------ | ------------------- | -------------------- | ----------------------------------------------------------------- |
| Grabado Rupestre Xesteira Penouco Campo Redondo (Eira dos Mouros) | Di tích Nghệ thuật đá Thời đại đồ đồng | Valga San Miguel de Valga |        | RI-51-0004141       | 20-12-1974           | Grabado Rupestre Xesteira Penouco de Campo Redondo · Upload image |

#### Vigo
| Tên | Dạng                         | Địa điểm                    | Tọa độ                                        | Số hồ sơ tham khảo? | Ngày nhận danh hiệu? | Hình ảnh                                                                                     |
| --- | ---------------------------- | --------------------------- | --------------------------------------------- | ------------------- | -------------------- | -------------------------------------------------------------------------------------------- |
| Vigo#Lugares interés#centro urbano | Di tích Nhóm di tích lịch sử | Vigo                        | 42°14′17″B 8°43′35″T / 42,238123°B 8,72648°T  | RI-51-0000624       | 27-07-2006           | Casco Viejo de la ciudad de Vigo · Upload image                                              |
| Grabado Rupestre Dobesa Fregoselo | Di tích Arte rupestre        | Vigo San Salvador de Coruxo |                                               | RI-51-0004142       | 20-12-1974           | Grabado Rupestre Dobesa de Fregoselo · Upload image                                          |
| Grabado Rupestre Godesende - Pedra das Augas | Di tích Arte rupestre        | Vigo San Salvador de Teis   |                                               | RI-51-0004144       | 20-12-1974           | Grabado Rupestre Godesende - Pedra das Augas · Upload image                                  |
| Grabado Rupestre San Lourenzo | Di tích                      | Vigo San Salvador de Coruxo |                                               | RI-51-0004143       | 20-12-1974           | Upload image                                                                                 |
| Bảo tàng Quiñones León | Di tích Bảo tàng             | Vigo Castrelos (Vigo)       | 42°12′48″B 8°43′40″T / 42,213287°B 8,727688°T | RI-51-0001396       | 01-03-1962           | Museo Municipal de Castrelos · Upload image                                                  |
| Cung điện Santo Tomé Frexeiro hay Pastora (Pazo Santo Rome Freixeiro ou Pastora)                                                                  | Jardín histórico             | Vigo                        |                                               | RI-52-0000034       | 25-02-1955           | Upload image                                                                                 |
| Parque Quiñones León và Cung điện Valladares más conocido por Castrelos                                                                           | Jardín histórico             | Vigo                        |                                               | RI-52-0000033       | 25-02-1955           | Parque de Quiñones de León y Palacio de Valladares más conocido por Castrelos · Upload image |
| Conjuntos parciales Barrio Viejo (Conxuntos parciais do barrio vello Vigo)                                                                        | Khu phức hợp lịch sử         | Vigo                        |                                               | RI-53-0000217       | 08-02-1946           | Conjuntos parciales del Barrio Viejo · Upload image                                          |
| Quần thể Histórico Artístico Colegiata Santa María (A Igrexa colexiata Santa Maria)                                                               | Khu phức hợp lịch sử         | Vigo                        |                                               | RI-53-0000217-00001 | 08-02-1946           | Conjunto Histórico Artístico Colegiata de Santa María · Upload image                         |
| Los Lados Con Soportales Quảng trường Constitución (Os lados con soportales da Praza da Constitucion)                                             | Khu phức hợp lịch sử         | Vigo                        |                                               | RI-53-0000217-00002 | 08-02-1946           | Upload image                                                                                 |
| Quần thể Histórico Artístico Nhà que hace esquina a Calle Triunfo (A casa que fai esquina a rua do Trumfo adornada con tres escudos và un reloxo) | Khu phức hợp lịch sử         | Vigo                        |                                               | RI-53-0000217-00003 | 08-02-1946           | Upload image                                                                                 |
| Quần thể Histórico Artístico Nhà Número 4 Quảng trường Almeida (A casa numero 4 da Praza Almeida và a fronteira daquela)                          | Khu phức hợp lịch sử         | Vigo                        |                                               | RI-53-0000217-00004 | 08-02-1946           | Upload image                                                                                 |
| Quần thể Histórico Artístico Calle Real hoy llamada J.L. Puigcerver (A rua Real hoxe J.L. Puigcerver prestancia và caracter insuperables)         | Khu phức hợp lịch sử         | Vigo                        |                                               | RI-53-0000217-00005 | 08-02-1946           | Upload image                                                                                 |

#### Vilaboa
| Tên                                   | Dạng    | Địa điểm                         | Tọa độ | Số hồ sơ tham khảo? | Ngày nhận danh hiệu? | Hình ảnh     |
| ------------------------------------- | ------- | -------------------------------- | ------ | ------------------- | -------------------- | ------------ |
| Grabado Rupestre Trevexada            | Di tích | Vilaboa San Adrián de Gobres     |        | RI-51-0004145       | 20-12-1974           | Upload image |
| Grabado Rupestre Outeiro Dos Apañados | Di tích | Vilaboa San Andrés de Figueirido |        | RI-51-0004146       | 20-12-1974           | Upload image |
| Grabado Rupestre Outeiro Das Laxes II | Di tích | Vilaboa San Andrés de Figueirido |        | RI-51-0004147       | 20-12-1974           | Upload image |
| Grabado Rupestre Outeiro Da Mina      | Di tích | Vilaboa San Andrés de Figueirido |        | RI-51-0004148       | 20-12-1974           | Upload image |
| Grabado Rupestre Puncariño            | Di tích | Vilaboa San Andrés de Figueirido |        | RI-51-0004149       | 20-12-1974           | Upload image |
| Grabado Rupestre Outeiro Das Laxe I   | Di tích | Vilaboa San Andrés de Figueirido |        | RI-51-0004150       | 20-12-1974           | Upload image |
| Grabado Rupestre Paredes              | Di tích | Vilaboa San Martín de Vilaboa    |        | RI-51-0004151       | 20-12-1974           | Upload image |

#### Vila de Cruces(Vila de Cruces)
| Tên                     | Dạng    | Địa điểm                          | Tọa độ | Số hồ sơ tham khảo? | Ngày nhận danh hiệu? | Hình ảnh     |
| ----------------------- | ------- | --------------------------------- | ------ | ------------------- | -------------------- | ------------ |
| Grabado Rupestre Tuiriz | Di tích | Vila de Cruces San Juan de Tuiriz |        | RI-51-0004005       | 20-12-1974           | Upload image |

#### Vilagarcía de Arousa(Vilagarcía de Arousa)
| Tên                                                | Dạng                               | Địa điểm                                | Tọa độ                                        | Số hồ sơ tham khảo? | Ngày nhận danh hiệu? | Hình ảnh                                                       |
| -------------------------------------------------- | ---------------------------------- | --------------------------------------- | --------------------------------------------- | ------------------- | -------------------- | -------------------------------------------------------------- |
| Cung điện Rial và delimitación entorno             | Di tích Cung điện                  | Villagarcía de Arosa                    | 42°34′40″B 8°47′48″T / 42,577772°B 8,796688°T | RI-51-0008766       | 03-02-1995           | Palaco de Rial y delimitación del entorno · Upload image       |
| Cung điện Vista Alegre (Pazo chamado Vista Alegre) | Di tích Kiến trúc dân sự Cung điện | Villagarcía de Arosa                    | 42°35′36″B 8°46′07″T / 42,593232°B 8,768638°T | RI-51-0004426       | 04-07-1980           | Palacio de Vista Alegre · Upload image                         |
| Grabado Rupestre Trabana Da Tháp Monte và Đá Mean  | Di tích                            | Villagarcía de Arosa                    |                                               | RI-51-0004152       | 20-12-1974           | Upload image                                                   |
| Grabado Rupestre Os Ballotas Tháp Dos Meadelos     | Di tích                            | Villagarcía de Arosa San Gines de Bamio |                                               | RI-51-0004153       | 20-12-1974           | Grabado Rupestre Os Ballotas Torre Dos Meadelos · Upload image |

#### Vilanova de Arousa(Vilanova de Arousa)
| Tên                                     | Dạng                               | Địa điểm                                 | Tọa độ                                        | Số hồ sơ tham khảo? | Ngày nhận danh hiệu? | Hình ảnh                             |
| --------------------------------------- | ---------------------------------- | ---------------------------------------- | --------------------------------------------- | ------------------- | -------------------- | ------------------------------------ |
| Grabado rupestre Monte Lobeira          | Di tích Nghệ thuật đá              | Villanueva de Arosa San Pedro de Cornazo |                                               | RI-51-0004154       | 20-12-1974           | Upload image                         |
| Cung điện Rua Nova                      | Di tích Kiến trúc dân sự Cung điện | Villanueva de Arosa Andras               | 42°33′34″B 8°47′34″T / 42,559395°B 8,792801°T | RI-51-0004207       | 09-01-1976           | Palacio de Rua Nova · Upload image   |
| Cung điện Cuadrante (Pazo do Cuadrante) | Di tích Kiến trúc dân sự Cung điện | Villanueva de Arosa                      | 42°33′46″B 8°49′39″T / 42,562822°B 8,827485°T | RI-51-0004205       | 09-01-1976           | Palacio del Cuadrante · Upload image |
| Paraje Pintoresco Monte Lobeira         | Địa điểm lịch sử                   | Villanueva de Arosa                      |                                               | RI-54-0000020       | 05-09-1962           | Upload image                         |
| Tháp Miranda                            | Di tích Kiến trúc phòng thủ        | Villanueva de Arosa Caleiro              | 42°33′43″B 8°48′41″T / 42,56204°B 8,81145°T   | RI-51-0008986       | 17-10-1995           | Torre de Miranda · Upload image      |